# Wasmannia lutzi
Wasmannia lutzi är en myrart som beskrevs av Auguste-Henri Forel 1908. Wasmannia lutzi ingår i släktet Wasmannia och familjen myror. Inga underarter finns listade i Catalogue of Life.

## Bildgalleri

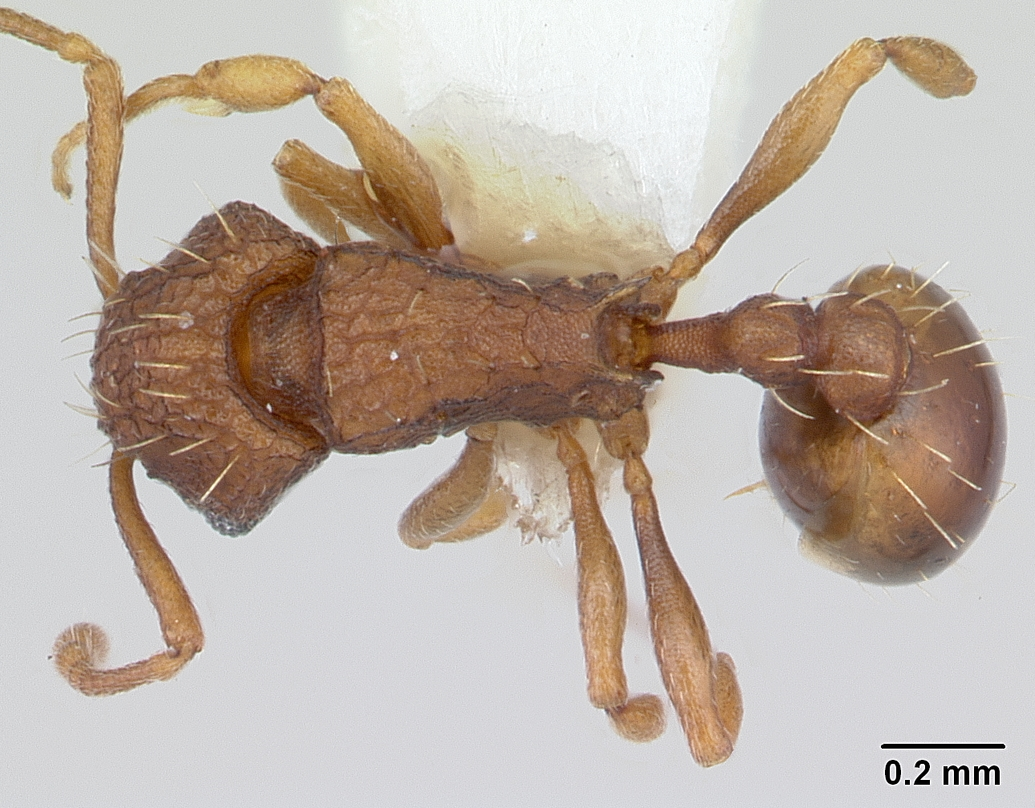
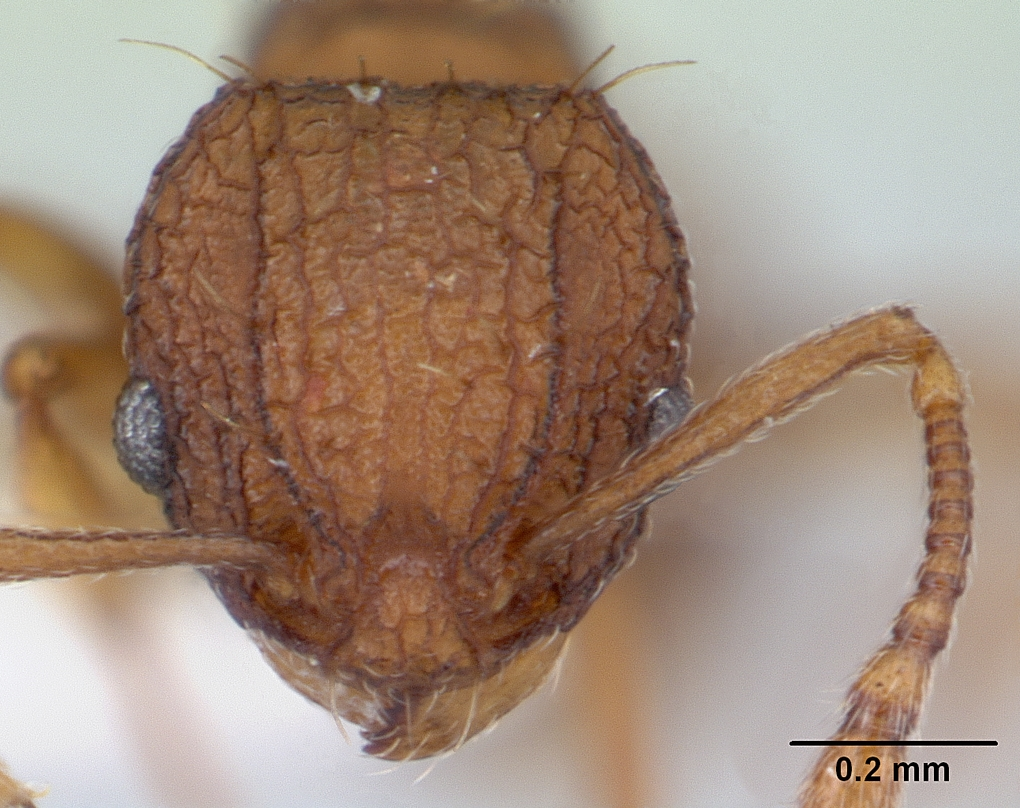
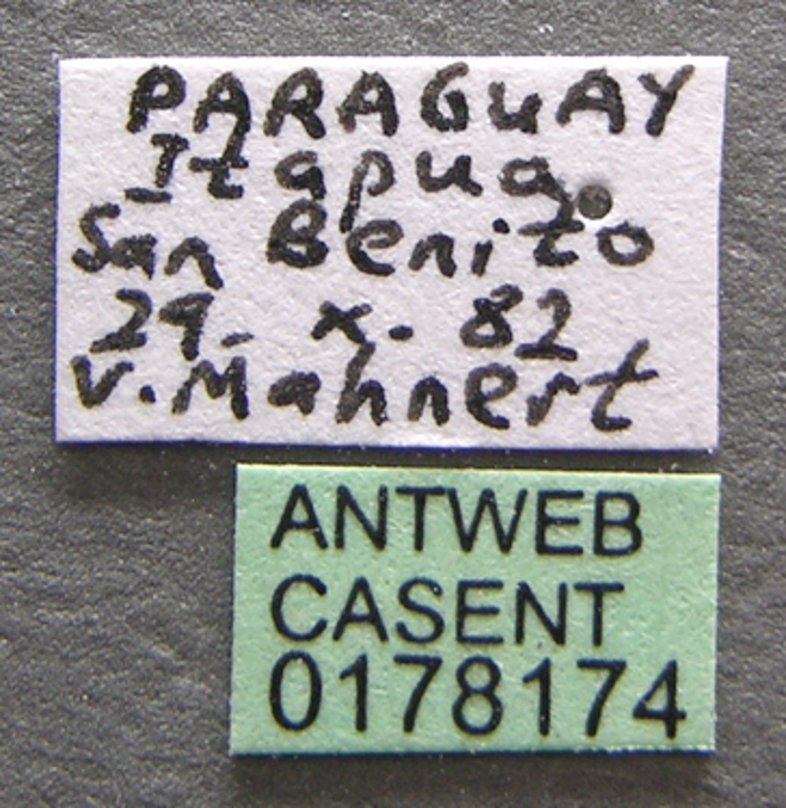
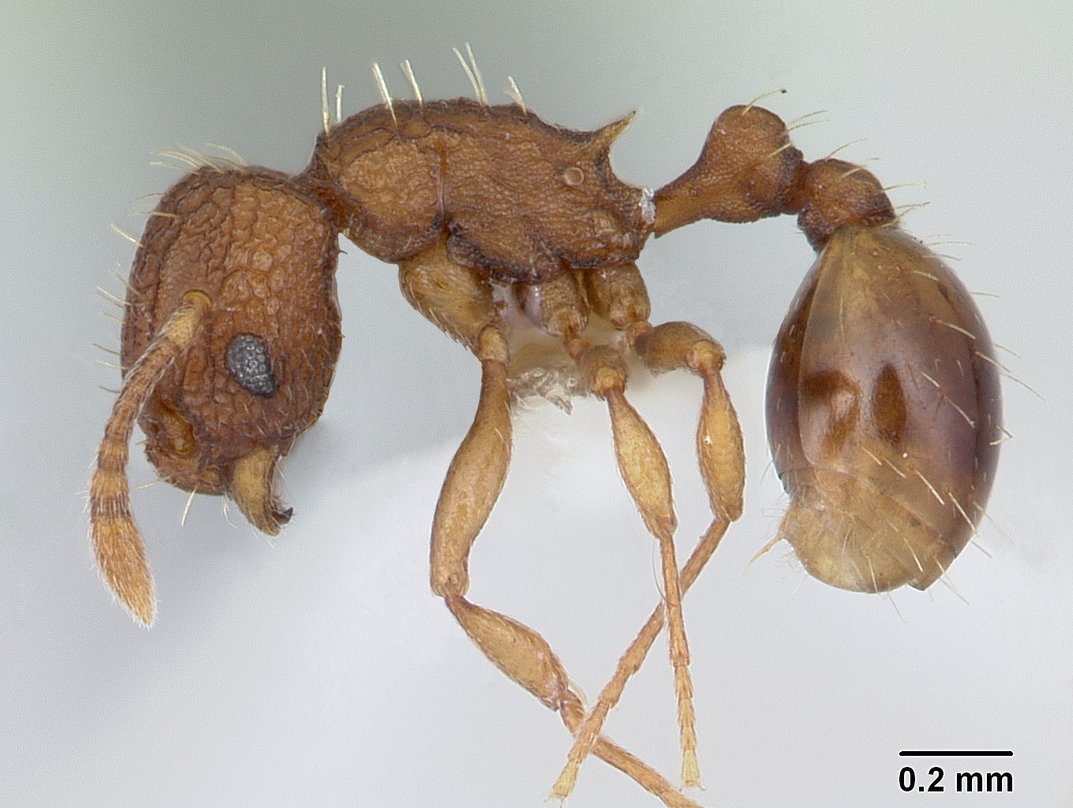